# Nyfors bruk
Nyfors bruk var en tidigare småindustri längs Galvån belägen i Koldemo by och Arbrå i Hälsingland. Verksamheten började 1859. Brukets verksamhet gick ut på spiksmide samt stångjärnstillverkning.